# Morlaàs

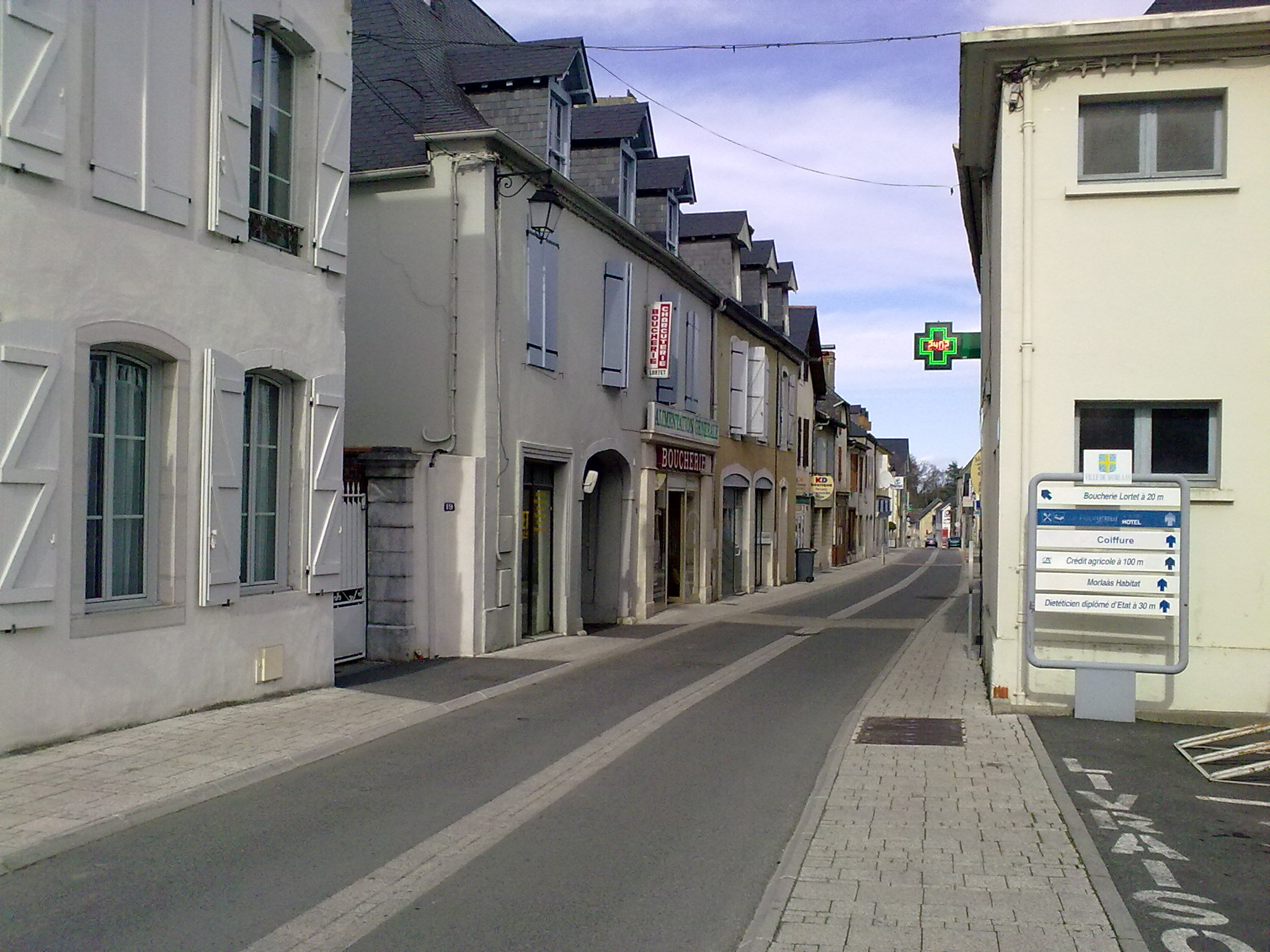
La via principale di Morlaàs.

Morlaàs è un comune francese di 4 439 abitanti situato nel dipartimento dei Pirenei Atlantici (Aquitania), nella regione storica del Béarn.

## Società

### Evoluzione demografica
Abitanti censiti

## Amministrazione

### Gemellaggi
- Manteigas, dal 1989[2]
- Tostedt, dal 1989[3]
- Uncastillo[3]